# 黑鳥 (樂團)
黑鳥（英文名：Blackbird）是一家於1984年成立、1999年解散的香港獨立音樂樂團，以其具有社會意識的音樂和反建制立場聞名。樂團由郭達年（Lenny Kwok）創立，作品關注香港社會變遷、環境議題及人權等主題，在香港獨立音樂界具有開創性影響。

## 歷史
黑鳥樂隊於1984年由郭達年與其當時的妻子Cassi創立，後加入英國鼓手Peter Suart及主唱狂是漢。樂隊成立正值中英聯合聲明簽署之際，香港面臨1997年回歸的歷史轉折點，其音樂反映了對殖民末期、回歸前後社會變遷的關注
1984年，黑鳥自資出版首張卡帶《東方紅／給九七代》，以低成本錄製方式開創了香港獨立音樂自資出版的風潮。隨後樂隊於1986年至1999年間陸續發行《宣言》（1986）、《活此一生》（1987）、《民眾擁有力量》（1990）、《連眾顛覆》（1995）、《暴風雨前》（1997）和《黑夜驪歌》（1999）等專輯，涵蓋反核、移民潮、聲援異議者等議題。
1999年，隨著鼓手Peter Suart返回英國，黑鳥樂隊正式解散。解散後，郭達年以個人身份繼續音樂創作，並於近年發行個人專輯《抱靈賦》。

## 音樂風格與理念
黑鳥樂隊的音樂融合獨立搖滾、朋克和民謠元素，常以粗糙、低成本的錄製方式呈現，強調訊息而非技術精湛的演奏。郭達年曾表示，樂隊並非專業音樂家，需通過勞動維生，因此選擇簡樸的創作方式以降低門檻，鼓勵普通人參與音樂創作。
樂隊作品以反建制和安那其思想為核心，關注社會議題，如反核運動、殖民教育、六四事件等。《宣言》中改編的《國際歌》受到Jimi Hendrix的啟發，展現了頹廢與叛逆的風格。
黑鳥的歌詞多使用普通話和英語，少數作品以粵語創作，如《香港史話》，反映其希望影響中國大陸及台灣聽眾的意圖，同時也顯示出對中國的複雜國族情結，尤以《連眾顛覆》中的《孽子回家》為代表。

## 重要事件

### 威尼斯交流（1984）
1984年，郭達年攜《東方紅／給九七代》參加意大利威尼斯的無政府主義研討會，與歐洲地下音樂人交流，啟發了樂隊後續的創作方向，如出版《黑鳥通訊》及創作《宣言》。此次旅程被製成紀錄片《黑鳥：A Living Song》，於1986年在香港放映。

### 六四事件與《民眾擁有力量》
1989年六四事件後，黑鳥發行《民眾擁有力量》，以翻唱Patti Smith的《People Have the Power》回應事件，反映其對社會運動的即時回應。

### 雨傘運動（2014）
儘管黑鳥已解散，郭達年於2014年參與香港雨傘運動，在抗爭現場演唱，並發放傳單宣傳「反核、反戰、反體制」的理念，延續其抗爭精神。

## 影響與遺產
黑鳥樂隊被譽為香港最具傳奇性的獨立樂團，其音樂記錄了香港從殖民末期到回歸初期的社會面貌，對後續獨立音樂人產生深遠影響。樂隊的低成本創作模式和公開版權理念，啟發了1980年代香港地下音樂圈的自資出版風氣。

## 專輯
- 《東方紅／給九七代》（1984）
- 《宣言》（1986）
- 《活此一生》（1987）
- 《民眾擁有力量》（1990）
- 《連眾顛覆》（1995）
- 《暴風雨前》（1997）
- 《黑夜驪歌》（1999）

## 外部連結
- 報導者：郭達年專訪
- 獨立媒體
- HK01：黑鳥史話
- 黑鳥簡介